# ワガドゥグー
ワガドゥグー または ワガドゥーグー あるいは ワガドゥグ（フランス語: Ouagadougou）は、ブルキナファソの首都で同国最大の都市である。
2012年の人口は162.7万人。

## 歴史
11世紀に、ワガドゥグー王国の首都として設立される。1441年、モシ王国の首都となった。16世紀に、北方のソンガイ帝国と豊富な砂金を産する南方のアカン国の中継点として栄えた。
1896年にはフランス軍の駐屯地がおかれてその支配下に入り、1919年にオートボルタ植民地が成立するとその政庁が置かれ、人口が増加した。1933年にはオートボルタ植民地は解体されて周辺植民地へと分割併合されたが、モシ王の座所としての地位は変わらず、1945年に入るとモシ王の元でオートボルタ植民地の再興運動が開始され、1947年には再びオートボルタ植民地が置かれてワガドゥグーはその首府となった。

## 地理
同国の中央部（北緯12度20分、西経1度40分）に位置する内陸都市である。直径10 kmの盆地全体に街が広がる。標高は316 mである。
都心北部にあるバングル・ウェオゴ国立公園には3つの貯水池があり、都市部でありながらサバナ、森林、池などの多様な生態系と高い生物多様性を有する。動物の多くはナイルスッポン属、キタフタスッポン属やローンアンテロープなどの導入種であるが、植物の生物多様性のホットスポットとしてカヤ・セネガレンシスやシアーバターノキなどの絶滅危惧種の植物が生えている。一帯は2019年にラムサール条約登録地となった。

### 気候
ケッペンの気候区分によると、ステップ気候 (BS) に区分される。1月の平均気温は24.9 ℃、7月は27.4 ℃。5月から11月が雨季であり、特に8月は非常に多くの雨が降る。乾季は非常に乾燥し、比較的最低気温は低下し易い。
| ワガドゥグー (1971–2000, 極値 1902–現在)の気候                                 | ワガドゥグー (1971–2000, 極値 1902–現在)の気候 | ワガドゥグー (1971–2000, 極値 1902–現在)の気候 | ワガドゥグー (1971–2000, 極値 1902–現在)の気候 | ワガドゥグー (1971–2000, 極値 1902–現在)の気候 | ワガドゥグー (1971–2000, 極値 1902–現在)の気候 | ワガドゥグー (1971–2000, 極値 1902–現在)の気候 | ワガドゥグー (1971–2000, 極値 1902–現在)の気候 | ワガドゥグー (1971–2000, 極値 1902–現在)の気候 | ワガドゥグー (1971–2000, 極値 1902–現在)の気候 | ワガドゥグー (1971–2000, 極値 1902–現在)の気候 | ワガドゥグー (1971–2000, 極値 1902–現在)の気候 | ワガドゥグー (1971–2000, 極値 1902–現在)の気候 | ワガドゥグー (1971–2000, 極値 1902–現在)の気候 |
| 月                                                                             | 1月                                            | 2月                                            | 3月                                            | 4月                                            | 5月                                            | 6月                                            | 7月                                            | 8月                                            | 9月                                            | 10月                                           | 11月                                           | 12月                                           | 年                                             |
| ------------------------------------------------------------------------------ | ---------------------------------------------- | ---------------------------------------------- | ---------------------------------------------- | ---------------------------------------------- | ---------------------------------------------- | ---------------------------------------------- | ---------------------------------------------- | ---------------------------------------------- | ---------------------------------------------- | ---------------------------------------------- | ---------------------------------------------- | ---------------------------------------------- | ---------------------------------------------- |
| 最高気温記録 °C （°F）                                                         | 39.8 (103.6)                                   | 42.3 (108.1)                                   | 43.8 (110.8)                                   | 46.1 (115)                                     | 44.5 (112.1)                                   | 41.3 (106.3)                                   | 38.8 (101.8)                                   | 36.6 (97.9)                                    | 38.6 (101.5)                                   | 41.0 (105.8)                                   | 40.5 (104.9)                                   | 40.1 (104.2)                                   | 46.1 (115)                                     |
| 平均最高気温 °C （°F）                                                         | 32.9 (91.2)                                    | 35.8 (96.4)                                    | 38.3 (100.9)                                   | 39.3 (102.7)                                   | 37.7 (99.9)                                    | 34.7 (94.5)                                    | 32.1 (89.8)                                    | 31.1 (88)                                      | 32.5 (90.5)                                    | 35.6 (96.1)                                    | 35.9 (96.6)                                    | 33.4 (92.1)                                    | 34.9 (94.8)                                    |
| 平均最低気温 °C （°F）                                                         | 16.5 (61.7)                                    | 19.1 (66.4)                                    | 23.5 (74.3)                                    | 26.4 (79.5)                                    | 26.1 (79)                                      | 24.1 (75.4)                                    | 22.8 (73)                                      | 22.2 (72)                                      | 22.4 (72.3)                                    | 23.0 (73.4)                                    | 19.6 (67.3)                                    | 16.9 (62.4)                                    | 21.9 (71.4)                                    |
| 最低気温記録 °C （°F）                                                         | 8.5 (47.3)                                     | 10.4 (50.7)                                    | 14.8 (58.6)                                    | 16.2 (61.2)                                    | 17.0 (62.6)                                    | 17.0 (62.6)                                    | 15.0 (59)                                      | 17.9 (64.2)                                    | 17.6 (63.7)                                    | 17.6 (63.7)                                    | 13.0 (55.4)                                    | 9.5 (49.1)                                     | 8.5 (47.3)                                     |
| 雨量 mm （inch）                                                               | 0.1 (0.004)                                    | 0.5 (0.02)                                     | 5.9 (0.232)                                    | 26.5 (1.043)                                   | 66.8 (2.63)                                    | 97.5 (3.839)                                   | 176.2 (6.937)                                  | 214.2 (8.433)                                  | 121.2 (4.772)                                  | 33.5 (1.319)                                   | 1.2 (0.047)                                    | 0.2 (0.008)                                    | 743.8 (29.283)                                 |
| 平均降雨日数 （≥0.1 mm）                                                       | 0                                              | 0                                              | 1                                              | 3                                              | 8                                              | 10                                             | 14                                             | 16                                             | 11                                             | 5                                              | 0                                              | 0                                              | 68                                             |
| % 湿度                                                                         | 24                                             | 21                                             | 22                                             | 36                                             | 50                                             | 64                                             | 72                                             | 80                                             | 77                                             | 60                                             | 38                                             | 29                                             | 48                                             |
| 平均月間日照時間                                                               | 287                                            | 263                                            | 264                                            | 256                                            | 277                                            | 264                                            | 240                                            | 223                                            | 217                                            | 273                                            | 288                                            | 284                                            | 3,136                                          |
| 出典1：World Meteorological Organization, Meteo Climat (record highs and lows) |                                                |                                                |                                                |                                                |                                                |                                                |                                                |                                                |                                                |                                                |                                                |                                                |                                                |
| 出典2：ドイツ気象局 (humidity, 1961–1967, and sun, 1961–1990)                  |                                                |                                                |                                                |                                                |                                                |                                                |                                                |                                                |                                                |                                                |                                                |                                                |                                                |

## 経済

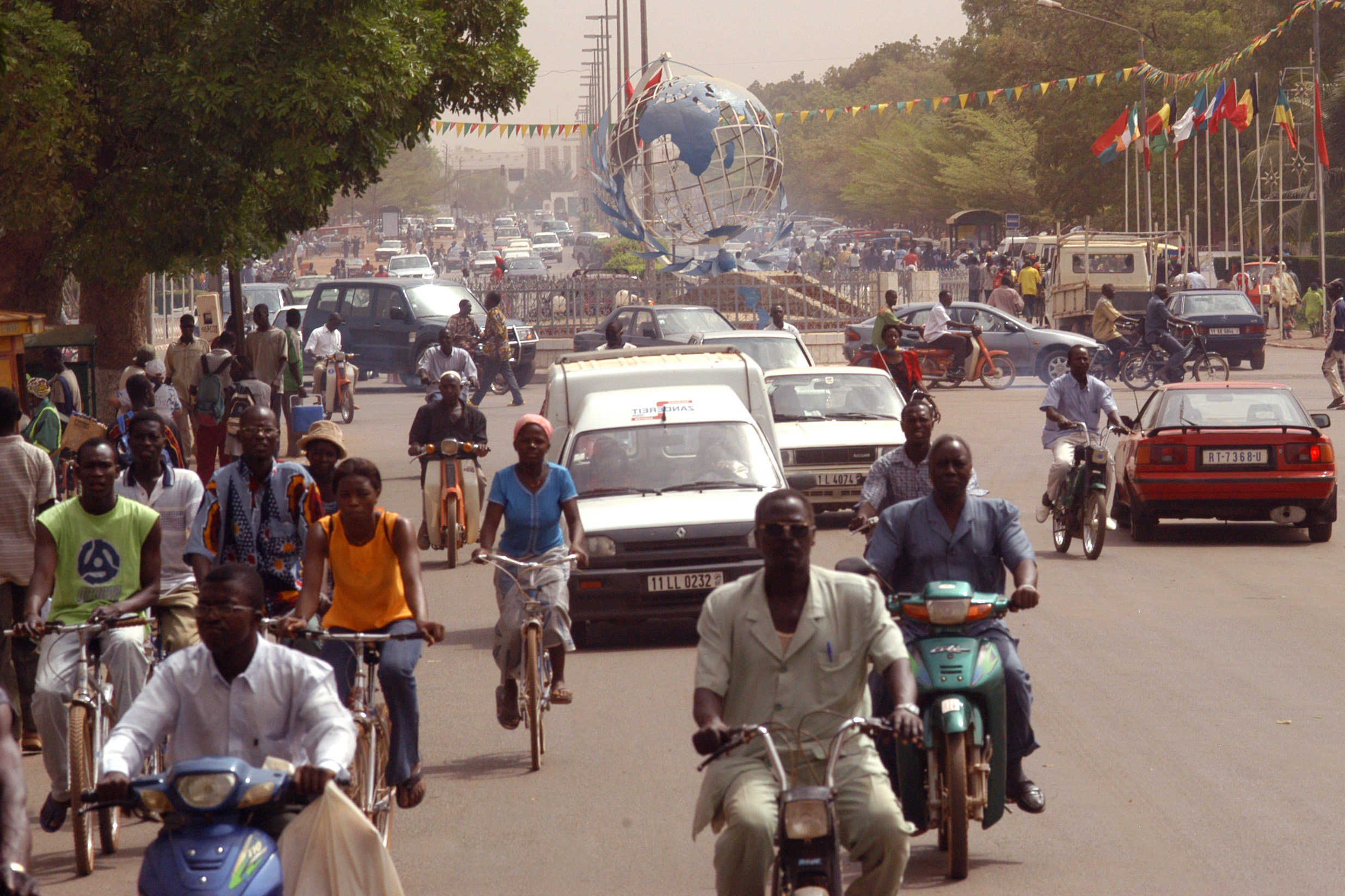
ワガドゥグー市内の喧騒 国連広場周辺

同国の政治・経済・文化の中心地だが、産業は食品加工と繊維工業に限られる。市内にはワガドゥグー大学があり、西アフリカ諸国中央銀行本部などいくつかの近代建築物も見受けられるが、都市全体としては開発が遅れている。

## 交通

### 空港
国際空港（ワガドゥグー空港）がある。

### 鉄道
アビジャン・ニジェール鉄道（フランス語: Sitarail）で南西に向かうとコートジボワール最大の港湾都市アビジャンに（ブルキナファソの鉄道も参照）至る。

### 道路
道路で東に向かうとニジェールの首都ニアメに接続する。交通の要衝である。

## 教育
- ワガドゥグー大学（英語版）

## 文化
まだオートボルタ共和国であった時代、1966年以降はクーデターが発生するようになった。そのような状況下の1969年に、西アフリカ諸国に限定された映画祭として、FESPACO（Festival panafricain du cinéma et de la télévision de Ouagadougou）が初めて開催された。1983年にもクーデターが発生し、1984年に国名がブルキナファソに変更されたものの、ワガドゥグ全アフリカ映画祭は開催され続けた。こうして、1969年以来、2年に1回の頻度で開催されてきた、この映画祭は、アフリカにおける主要な映画祭の1つに成長した。なお、21世紀初頭時点では、西アフリカだけでなく、アフリカ全土の映画が出品されていただけでなく、ヨーロッパ諸国の映画も出品されていた。

## スポーツ
複数のサッカークラブがある。
- Association sportive de la SONABEL
- Commune Football Club
- Rail Club du Kadiogo
- Santos Football Club
- Union sportive de Ouagadougou
- Union sportive des Forces armées

## 事件
- 2014年10月30日 - ブレーズ・コンパオレ大統領に対するデモが暴動となり、市内中心部が混乱した。暴徒が国民議事堂などを焼き討ちした後、略奪行為が発生した[13]。
- 2016年1月15日 - アルカイーダ系の武装組織AQIMによるスプレンディド ホテルへの襲撃が行われ28人が死亡した。その中にはスイスの政治家Jean-Noël Reyも含まれていた[14][15]。
- 2015年9月16日‐9月23日‐、大統領警護隊が2015年ブルキナファソクーデターを起こしたが失敗[16]。

- 2017年8月13日 - 武装した2名が市内のレストランを襲撃し、少なくとも18人が死亡した[17]。
- 2018年3月2日 - 武装勢力が陸軍本部とフランス大使館を襲撃。銃撃戦に発展し、7人が死亡した[18]。

## 出身有名人
- ムムニ・ダガノ (Moumouni Dagano)  - サッカー選手
- マハムニドゥ・ケレ (Mahamoudou Kere)  - サッカー選手
- ジョナサン・ピトロイパ (Jonathan Pitroipa)  - サッカー選手
- アスリティド・サワリゴ (Aristide Sawadogo)  - バスケットボール選手

## 姉妹都市
- ケベック、カナダ
- リヨン、フランス
- グルノーブル、フランス
- トリノ、イタリア
- サン・ミニアート、イタリア
- ルーズ＝アン＝エノー、ベルギー
- クウェートシティ、クウェート
- 台北、中華民国